# Viktor Pavlovics Getmanov
Viktor Pavlovics Getmanov (oroszul: Виктор Павлович Гетманов; Leszelidze, 1940. március 5. – Rosztov-na-Donu, 1995. április 23.) orosz labdarúgó.
A szovjet válogatott tagjaként részt vett az 1966-os világbajnokságon.